# Фоке, Тома
Тома́ Фоке́ (фр. Thomas Foket; 25 сентября 1994 Брюссель) — бельгийский футболист, полузащитник клуба «Андерлехт». Выступал за сборную Бельгии.

## Клубная карьера

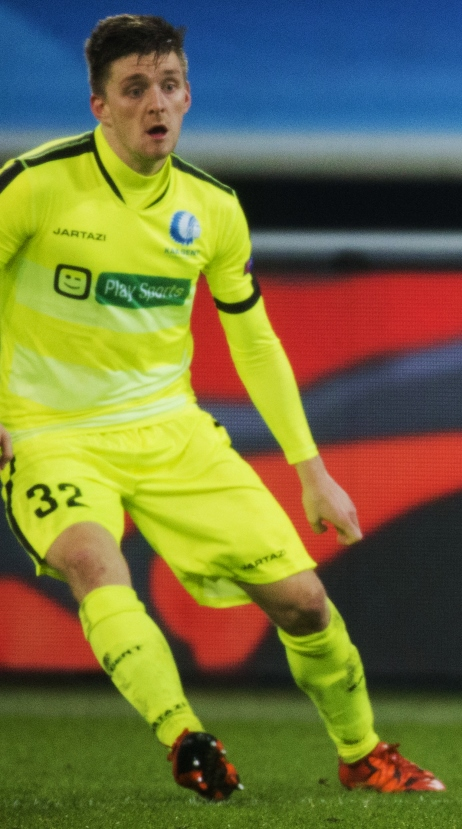
Фокет в составе «Гента»

Фоке начал карьеру в клубе «Гент». 27 октября 2012 года в матче против «Монса» он дебютировал в  Жюпиле лиге. Летом 2013 года Тома на правах аренды перешёл в «Остенде». 27 июля в поединке против «Генка» он дебютировал за новую команду. После окончания аренды Фоке вернулся в «Гент». 18 октября 2014 года в матче против «Шарлеруа» он забил свой первый гол за команду. В 2015 году Тома помог клубу впервые в истории выиграть чемпионат и завоевать Суперкубок Бельгии.
Летом 2018 года Фоке перешёл во французский «Реймс». 16 сентября в матче против «Нанта» он дебютировал в Лиге 1.

## Международная карьера
Фоке выступал за сборные Бельгии различных возрастов.

## Достижения
Командные
 «Гент»
- Чемпионат Бельгии по футболу — 2014/2015
- Обладатель Суперкубка Бельгии — 2015